# Przemysław Wacha
Przemysław Wacha (Głubczyce, 31 gennaio 1981) è un giocatore di badminton polacco.

## Palmarès

### Europei
- 1 medaglia:
  - 1 bronzo (Herning 2008 nel singolare)